# 洛西亞京 (克列梅涅茨區)
49°58′16″N 25°29′23″E / 49.97111°N 25.48972°E
洛西亞京（烏克蘭語：Лосятин），是烏克蘭的村落，位於該國西部捷爾諾波爾州，由克列梅涅茨區負責管轄，始建於1545年，面積2.4平方公里，2001年人口1,519，人口密度每平方公里632.9人。